# Alma Rubens
Alma Rubens  (San Francisco, 19 de febrero de 1897-Los Ángeles, 22 de enero de 1931) fue una actriz de cine mudo y teatral estadounidense.

## Primeros años
Hija de John B. y  Theresa Hayes Rueben de San Francisco, California, actuó desde joven y se convirtió en estrella a la edad de 19 años. Fue educada en el Convento del Sagrado Corazón en San Francisco. Su madre, Theresa nació en diciembre de 1871 en San Francisco de ascendencia irlandesa. Su padre, John Ruebens, nació en 1857 en Alemania, era judío y emigró a  los Estados Unidos en 1890. Su hermana mayor, Hazel, nació en 1893. Sin embargo algunas biografías erróneamente establecen que su nombre de nacimiento fue Genevieve Driscoll, Driscoll era de hecho el apellido de soltera de su abuela materna.

## Ascenso rápido y adicción

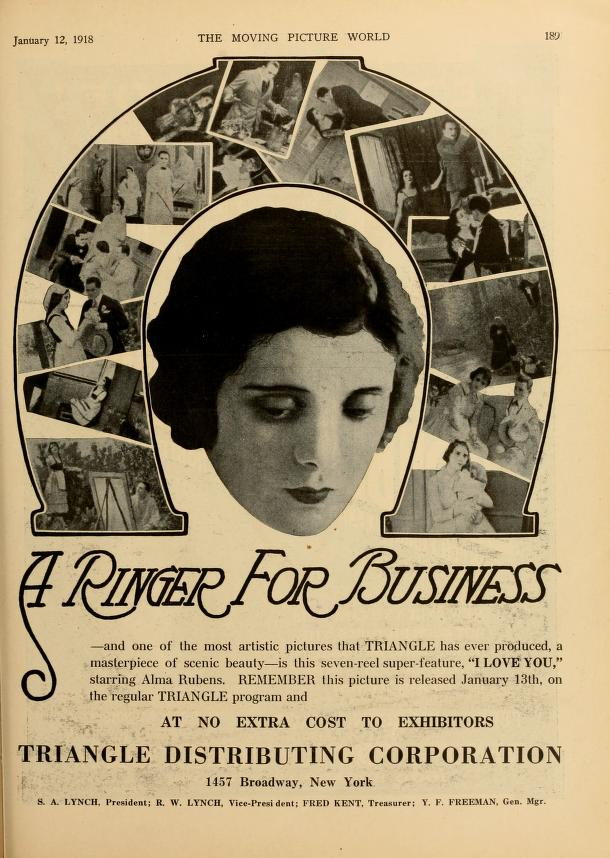
I Love You (1918).

En 1918, Alma anunció que cambiaría la forma de escribir su apellido de Rueben a “Rubens”, porque causaba mucha confusión en la industria cinematográfica y editorial. La primera oportunidad sobre el escenario para Alma había llegado en 1917, cuando una chica del coro en una comedia se enfermó; la joven aspirante fue llamada para reemplazarla meramente porque estaba ahí. En poco tiempo la compañía llegó a Los Ángeles, luego de una corta temporada Rubens dejó la compañía por consejo de Franklyn Farnum (1878-1961), un miembro de reserva de la compañía. Farnum obtuvo un rol en una película y persuadió a Rubens de seguirlo al mundo cinematográfico.
Su primera interpretación fue en 1916 en la película Reggie Mixes In, e hizo seis filmes más el mismo año. En 1917 protagonizó The Firefly of Tough Luck la cual fue un gran éxito. Ganó notoriedad cuando se convirtió en la coestrella femenina de Douglas Fairbanks en The Half Breed (1916) y  fue el soporte de Fairbanks y Bessie Love en la comedia The Mystery of the Leaping Fish el mismo año. Después filmó The World and His Wife con Montague Love. Continuó trabajando exitosamente hasta 1924, en ese año protagonizó The Price She Paid y Cytherea. 
Se retiró temporalmente de la pantalla en 1926.
Su carrera prácticamente terminó de la noche a la mañana, tan rápido como se inició. Rubens interpretó el papel de Julie en la película sonora, de 1929, Show Boat que fue de sus últimos filmes y uno de sus pocos sonoros. La porción de la pista de sonido en la que ella habló al parecer está perdida.
Por entonces encontró que le era difícil conseguir roles por su adicción a la cocaína. William Randolph Hearst que produjo varios de sus primeros filmes la ayudó por requerimiento de Marion Davies, pero por causa de su adicción, ella entraba y salía de instituciones mentales. Rubens fue tratada y diagnosticada como recuperada de su problema de drogadicción por el State Narcotic Hospital en Spadra, California (ahora parte de  Pomona) y el Patton State Hospital en San Bernardino (California). La adicción de Rubens se hizo conocida cuando ella atacó a un médico que la llevaba al sanatorio para tratamiento. Durante su primer confinamiento en el Spadra, Rubens hizo un espectacular escape, pero regresó voluntariamente antes de ser transferida al Patton.
Su última aparición sobre el escenario fue en enero de 1930; tuvo un rol en un juego de apuestas en el Writer's Club en Hollywood. Tras salir en libertad bajo palabra del hospital Patton en diciembre de 1930, Rubens viajó a Nueva York y anunció su retorno teatral y cinematográfico. Hizo una aparición sobre el escenario con su esposo mientras estuvo allí pero regresó a Los Ángeles el mismo mes. Allí permaneció menos de dos semanas hasta que fue arrestada por oficiales federales en San Diego (California) por cargos de posesión de narcóticos. Rubens clamó ser víctima de una trampa para incriminarla; los médicos testificaron y confirmaron sus declaraciones de que no estaba tomando drogas. Obligada por una corte de distrito federal y en libertad bajo fianza, se presentó durante una audiencia preliminar en la segunda semana de enero de 1931.
Rubens falleció de neumonía la semana siguiente; estuvo inconsciente tres días antes de su muerte en la casa de su médico el  Dr. Charles J. Pflueger de 112 North Manhattan Place, Los Ángeles. Había contraído un resfriado que rápidamente degeneró en neumonía, se convirtió en comatoso y nunca se recuperó; su médico describió su enfermedad fatal como neumonía asténico tifoidea, una de las cepas más letales, caracterizada por una baja temperatura y el pulso alto. A su lado cuando murió estaban su madre, Teresa Rubens, y su hermana mayor Hazel, de Madera (California). Rubens tenía 33 años.

## Vida personal
Rubens se casó tres veces. Su primer matrimonio fue con el actor Franklyn Farnum casi veinte años mayor que ella, duró solamente un mes. La pareja se casó secretamente y Rubens pidió el divorcio en agosto de 1918. En noviembre de 1923 se casó con el Dr. Daniel Carson Goodman un autor y productor fílmico. El matrimonio también fue breve y la demanda de divorcio fue presentada en enero de 1925. Durante los próximos dos años, hizo varias películas para la Fox Film Corporation. Cuando expiró su contrato, se fue a Europa con el actor Ricardo Cortez y se casó con él en febrero de 1926.
El declive personal de Rubens comenzó cuando regresó a California en 1928, allí su adicción la consumió por completo. La actriz una vez declaró que ella se convirtió en adicta por el error de un médico de Nueva York que le administró narcóticos durante una enfermedad. Unos meses después opiáceos adicionales eran necesarios y la actriz confesó que estaba tomando morfina y heroína para todas las enfermedades reales o imaginarias.
Al momento de su muerte, Rubens fue demandada por Cortez por el divorcio. Cortez indicó que no le fue notificada la muerte de su esposa y después comentó que no veía a su cónyuge desde hacía varios meses y que no sabía que estaba gravemente enferma. Alma Rubens fue enterrada en un mausoleo en el cementerio de Ararat en Fresno (California). Los servicios fúnebres fueron ofrecidos por la empresa Gates, Crane & Earl de 1724 North Highland Avenue, Hollywood.